# Alomasoma chaetiferum
Alomasoma chaetiferum is een lepelworm uit de familie Bonelliidae.
De wetenschappelijke naam van de soort werd in 1958 door Zenkevitch gepubliceerd.